# Emílio Barbosa Estácio
Emílio Barbosa Estácio foi um militar e ferroviário português.

## Biografia

### Carreira militar e profissional
Participou na Primeira Guerra Mundial, integrado no Batalhão de Sapadores de Caminhos de Ferro do Corpo Expedicionário Português.
Exerceu como ferroviário, e esteve ao serviço da Direcção-Geral de Caminhos de Ferro, aonde se dedicou ao estudo dos problemas relacionados com aquele meio de transporte. Investigou, igualmente, a história do transporte ferroviário em Portugal, tendo publicado vários artigos sobre este assunto na Gazeta dos Caminhos de Ferro.

### Vida pessoal
Esteve casado com Adelina Santos Estácio, e foi pai de Maria Teresa Estácio Ribeiro da Cunha e Emílio Augusto Barbosa Santos Estácio.

## Prémios e homenagens
Recebeu a Medalha Comemorativa das Campanhas de França, e a Medalha da Vitória, com Estrela de Prata.